# Jean Jacques de Butler
Pour les articles homonymes, voir de Butler.
Jean Jacques de Butler, né le 19 septembre 1893 au château de Kermaria à Morlhon-le-Haut (Aveyron) et mort le 6 août 1984 à Saint-Félix-de-Villadeix (Dordogne), est un général français dont le nom est associé à la Seconde Guerre mondiale.
Au cours de celle-ci, colonel à la tête du 1er régiment de tirailleurs marocains (1er RTM), il se distingue particulièrement lors de la Libération de la Corse, de la campagne d'Italie, puis après le  débarquement en Provence lors de la libération du sud-est de la France et de la campagne d'Allemagne.

## Biographie
Né en 1893, Jean de Butler est issu d'une famille d'officiers. Il est le fils du général Raymond de Butler (1839-1907), et de Marie Dubreuil.
Jean de Butler participe à la Première Guerre mondiale avec ses deux frères, Maurice tué en 1914, Yves (1891-1978) décoré de la Légion d'honneur et de la croix de guerre. Il est affecté au sein du 3e régiment de dragons puis des chasseurs à pied. Au cours du conflit, il est cité six fois et blessé trois fois. Il termine le conflit avec le grade de capitaine et la Légion d'honneur.
En 1920, il se rend pour la première fois au Maroc puis est affecté au 24e régiment de tirailleurs tunisiens. Il fera toute sa carrière militaire au Maroc après la Première Guerre mondiale dans le corps du Service des affaires indigènes nord-africaines jusqu'en 1945,.
De février 1940 à octobre 1941, il commande l'École militaire de Dar El Beida à Meknès au Maroc, puis d'octobre 1941 à novembre 1942, il est inspecteur des Mehallas chérifiennes avec le grade de contrôleur des Affaires indigènes et est responsable, avec d'autres personnalités, de la formation des cadres et des soldats marocains et français qui participent à la Libération de la Corse, puis aux campagnes d'Italie, de France et d'Allemagne entre 1943 et 1945.
En septembre 1943, Jean de Butler participe à la Libération de la Corse comme colonel du 1er régiment de tirailleurs marocains (1er RTM),,.
En 1946, il est promu général de brigade, nommé commandeur de la Légion d'honneur puis prend sa retraite la même année.
Après l'armée, il est engagé par l'UIMM et le CNPF pour valoriser et promouvoir la mobilité des travailleurs algériens en France. Son influence au CNPF va rendre prioritaire les objectifs de la métallurgie par rapport à ceux du BTP.

## Carrière
- 35 ans de service et 28 campagnes
- 18 octobre 1911 : 2e classe
- 27 mars 1913 : Maréchal des logis, 3e régiment de dragons à Nantes
- 20 février 1915 : Sous-lieutenant au 60e BCP, 120e BCP puis 18e BCP
- 29 mai 1916 : Lieutenant
- 27 août 1917 : Capitaine
- 17 mars 1919: Affecté à l'Armée polonaise du géneral Haller comme instructeur
- 15 mai 1920 : 124e régiment d'infanterie
- 1er juillet 1920 : 8e bataillon de chasseurs à pied
- 1er avril 1921 : 24e régiment de tirailleurs tunisiens au Maroc
- 28 mars 1923 au 1er octobre 1924 : Ruhr et Pays rhénans avec le 17e bataillon de chasseurs à pied
- 1er octobre 1924 au 24 juillet 1925 : cours d'instruction préparatoire au service indigène à la Faculté d'Alger. Études de droit musulman, de sociologie nord africaine et musulmane ainsi que de législation nord africaine. Affecté au 9e régiment de zouaves
- 31 juillet 1925 au 1er octobre 1926 : réaffecté au 17e bataillon de chasseurs à pied et mis à la disposition du général commandant supérieur des troupes du Maroc
- 9 novembre 1926 : détaché aux Affaires indigènes (AI)
- 1er janvier 1933 : Bureau des Affaires indigènes (AI)
- 25 septembre 1933 : Chef de bataillon, 3e bataillon du 4e régiment de tirailleurs marocains
- Février 1940 à octobre 1941 : commande l'École militaire de Dar El Beida à Meknès au Maroc
- Octobre 1941 à novembre 1942 : inspecteur des Mehallas chérifiennes avec le grade de contrôleur des Affaires indigènes
- Avril 1943-mars 1944 : Colonel du 1er régiment de tirailleurs marocains
- 1er juillet 1946 : Général de brigade et retraite

## Distinctions
- Commandeur de la Légion d'honneur (15 novembre 1946)[7]
- Croix de guerre 1914–1918 avec 3 palmes et 3 étoiles d'argent[7]
- Croix de guerre des Théâtres d'opérations extérieurs avec 1 palme et 2 étoiles d'argent[7]
- Médaille coloniale avec agrafe « Maroc »[7]
- Commandeur du Ouissam alaouite (17 août 1934)[7]
- Officier du Nichan Iftikhar[7]

## Citations et blessures
- 9 citations dont 4 à l'ordre de l'Armée[7]
- 5 blessures (dont le 13 août 1916 à Berny : plaie par éclat d'obus dans la région lombaire ; le 29 mai 1918 : blessé au combat de Muret par balle au menton ; le 30 septembre 1918 : blessé à Manre par balle à la main droite ; le 8 septembre 1922 : blessé à El Fhas (Maroc), plaie pénétrante par balle aux deux cuisses)[7]

## Sources
- Biographie de Jean Jacques de Butler par Ralph et Serge de Butler
- Fernand Gambiez (ill. Henri Michel), Libération de la Corse, Hachette, 1973, 344 p. (ISBN 9782706227783)
- Hélène Chaubin, Corse des années de guerre 1939-1945, Tirésias, 2005
- Fonds Général Jean de Butler du Service Historique de la Défense (SHD)
- Dossier militaire SHD : côte GBR 14 YD 1221